# Gelmen
Gelmen is een voormalige gemeente in de Belgische provincie Limburg ten zuidoosten van Sint-Truiden aan de N3, de verbindingsweg tussen de stad en Luik. Gelmen had een oppervlakte van 15,46 km².
De gemeente ontstond in 1971 door de fusie van de tot dan toe zelfstandige gemeenten Engelmanshoven, Gelinden, Groot-Gelmen en Klein-Gelmen. Gelinden werd de hoofdkern. Om dit te accentueren werd Gelinden uitgebreid met het deel van Engelmanshoven dat ten noorden van de N3 gelegen was. Hierdoor werd de historische heerlijkheid Gelinden ten dele hersteld. Nochtans koos men voor Gelmen als naam voor de nieuwe fusiegemeente.
Einde 1976 werd de gemeente Gelmen reeds opgeheven. Engelmanshoven, Gelinden en Groot-Gelmen werden deelgemeenten van Sint-Truiden, terwijl Klein-Gelmen een deelgemeente van Heers werd.
Hoewel Gelmen niet meer bestaat als gemeente wordt de naam soms nog informeel gebruikt. 

## Demografische ontwikkeling
- Bron: NIS - Opm:1970-1976=inwoneraantal op 31 december